# Letland op het Eurovisiesongfestival 2002
Letland nam deel aan het Eurovisiesongfestival 2002 in Tallinn, Estland. Het was de 3de deelname van het land op het Eurovisiesongfestival. De selectie verliep via het jaarlijkse Eirodziesma, waarvan de finale plaatsvond op 2 maart 2002. LTV was verantwoordelijk voor de Letse bijdrage voor de editie van 2002.

## Selectieprocedure
De nationale finale werd gehouden in het Olympisch Centrum in Ventspils en werd gepresenteerd door Ija Circene en Eriks Niedra.
In totaal deden er 15 artiesten mee aan deze finale en de winnaar werd gekozen door middel van televoting. 

| Volgorde | Artiest                    | Lied                        | Punten | Plaats |
| -------- | -------------------------- | --------------------------- | ------ | ------ |
| 1        | Marina Voitjuka            | "Wait (for Love)"           | 744    | 14     |
| 2        | Diana & Olga Pirags        | "My Town"                   | 1661   | 9      |
| 3        | Lauris Reiniks             | "My Memory Tape"            | 3215   | 5      |
| 4        | Caffe                      | "Amberland"                 | 766    | 12     |
| 5        | 4.elements                 | "Remember"                  | 1987   | 8      |
| 6        | Hameleoni                  | "My Only Dream"             | 502    | 15     |
| 7        | Tumsa                      | "This Is Not Paradise"      | 8003   | 3      |
| 8        | Linda Leen & Horens Stalbe | "Stop the War"              | 18103  | 2      |
| 9        | Sea Stones                 | "My Love Is for You"        | 753    | 13     |
| 10       | Jānis Stibelis             | "Let's Sing the Song"       | 3102   | 7      |
| 11       | Marie N                    | "I Wanna"                   | 26561  | 1      |
| 12       | Madāra Celma               | "A Girl from a Sunset Town" | 1258   | 11     |
| 13       | Andris Abelite             | "Be Alive"                  | 4864   | 4      |
| 14       | Džulians                   | "A Place to Call Home"      | 1328   | 10     |
| 15       | Gunars Kalninš             | "Tell Me Why"               | 3148   | 6      |

## In Tallinn
Op het festival in Estland moest Letland aantreden als 23ste, net na Slovenië en voor Litouwen.
Op het einde van de puntentelling bleek dat Letland 1ste was geworden met 176 punten. Dit is de eerste - en voorlopig enige - overwinning van het land op het festival.
Men ontving 5 keer het maximum van de punten.
België had 8 punten over voor deze inzending en Nederland deed niet mee in 2002.

### Gekregen punten

#### Finale
| 12 punten                                          | 10 punten                            | 8 punten                                                 | 7 punten                               | 6 punten            |
| -------------------------------------------------- | ------------------------------------ | -------------------------------------------------------- | -------------------------------------- | ------------------- |
| - Duitsland - Estland - Israël - Litouwen - Spanje | - Griekenland - Oostenrijk - Rusland | - België - Frankrijk - Verenigd Koninkrijk - Zwitserland | - Denemarken - Noord-Macedonië - Malta | - Finland - Turkije |
| 5 punten                                           | 4 punten                             | 3 punten                                                 | 2 punten                               | 1 punt              |
| - Bosnië en Herzegovina - Slovenië - Zweden        | - Cyprus                             |                                                          | - Kroatië                              |                     |

### Punten gegeven door Letland

#### Finale
Punten gegeven in de finale:
| Punten    | Land                |
| --------- | ------------------- |
| 12 punten | Estland             |
| 10 punten | Rusland             |
| 8 punten  | Cyprus              |
| 7 punten  | Malta               |
| 6 punten  | Litouwen            |
| 5 punten  | Verenigd Koninkrijk |
| 4 punten  | Zweden              |
| 3 punten  | Israël              |
| 2 punten  | Frankrijk           |
| 1 punt    | Zwitserland         |